# Epidesma josioides
Epidesma josioides är en fjärilsart som beskrevs av Hans Zerny 1931. Epidesma josioides ingår i släktet Epidesma och familjen björnspinnare. Inga underarter finns listade i Catalogue of Life.